# هادي عنابي
هَادِي عَنّأبِي (1944 - 12 يناير 2010) سياسي تونسي شغل منصب الممثل الخاص للأمين العام للأمم المتحدة في هايتي في إطار بعثة الأمم المتحدة لتحقيق الاستقرار في هايتي، وقد شغل قبل ذلك منصب الأمين العام المساعد للأمم المتحدة لعمليات حفظ السلام في الفترة من 1997 إلى 2007.

## حياته
تخرج العنابي في العلوم السياسية من معهد الدراسات السياسية بباريس، وتحصل أيضا على شهادة في اللغة والآداب الإنجليزية من جامعة تونس، وعلى شهادة في العلاقات الدولية من معهد الدراسات العليا الدولية بجنيف. ثم التحق بوزارة الشؤون الخارجية بتونس، حيث شغل منصب المستشار الدبلوماسي للوزير الأول، قبل تعيينه على رأس وكالة تونس إفريقيا للأنباء عام 1979.
انضم إلى منظمة الأمم المتحدة في فيفري 1981، حيث شغل في البداية منصب ضابط رئيسي في مكتب الممثل الخاص للأمين العام للشؤون الإنسانية في جنوب شرق آسيا، ثم عُيّن مديرا لذلك المكتب. كان له، بين عامي 1982 و1991، ارتباط وثيق بجهود الأمين العام وممثله الخاص للمساعدة في التوصل إلى اتفاق سياسي حول الوضع في كمبوديا. ثم ساهم، إثر التوقيع على اتفاقات باريس في أكتوبر 1991، في الأعمال التحضيرية لإنشاء السلطة الانتقالية للأمم المتحدة في كمبوديا.
التحق العنابي بإدارة عمليات حفظ السلام عام 1992، وأصبح مديرًا لقسم أفريقيا بين عامي 1993 و1997. ثم عُيّن، في جوان 1996، في منصب الموظف المسؤول على مكتب العمليات في إدارة عمليات حفظ السلام. إثر ذلك عُيّن في منصب الأمين العام المساعد للأمم المتحدة لعمليات حفظ السلام في 28 جانفي 1997، ثم أصبح رئيساً لبعثة الأمم المتحدة لتحقيق الاستقرار في هايتي في 1 سبتمبر 2007.
في 13 يناير 2010 ضرب زلزال مدمر هايتي ما أدى لوقوع لانهيار عدد كبير من مباني العاصمة بور أو برنس ومقتل الآلاف من السكان، ومن بين المباني المدمرة كان فندق كريستوفر الذي يشغل جزء منه مقر بعثة الأمم المتحدة إلى هاييتي. وبالرغم من إعلان الرئيس الهايتي رينيه بريفال مقتل عنابي جراء الزلزال إلا أن الأمم المتحدة وذلك على لسان أمينها العام بان كي مون.